# Philippe de Villiers

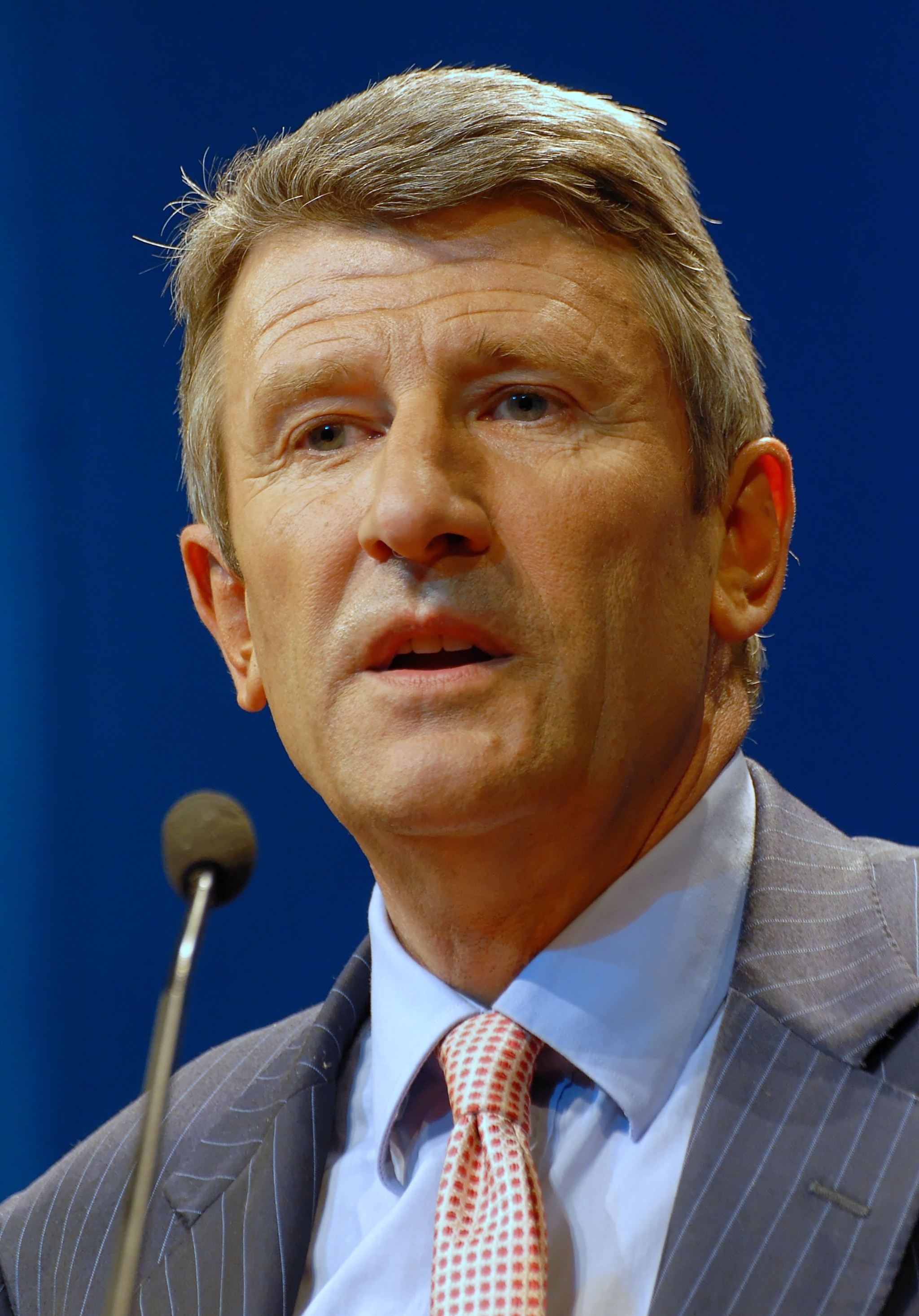
Philippe de Villiers

Philippe de Villiers este un om politic francez, membru al Parlamentului European în perioada 2004-2009 din partea Franței. 
1. ↑  Philippe Le Jolis de Villiers de Saintignon, Roglo
2. ↑  Philippe De Villiers, GeneaStar
3. ↑  Philippe De Villiers, base Sycomore, accesat în 9 octombrie 2017
4. ↑  Philippe de Villiers, Babelio
5. ↑   https://www.la-croix.com/Religion/Virginie-voyante-mysterieuse-Alliance-coeurs-unis-2022-10-11-1201237163 Lipsește sau este vid: |title= (ajutor)
6. ↑  Autoritatea BnF, accesat în 10 octombrie 2015
7. ↑  Czech National Authority Database, accesat în 1 martie 2022
8. 1 2 3  Deputații în Parlamentul European